# Rhyacophila ecosa
Rhyacophila ecosa là một loài Trichoptera trong họ Rhyacophilidae. Chúng phân bố ở miền Tân bắc.